# Manfred Björkquist

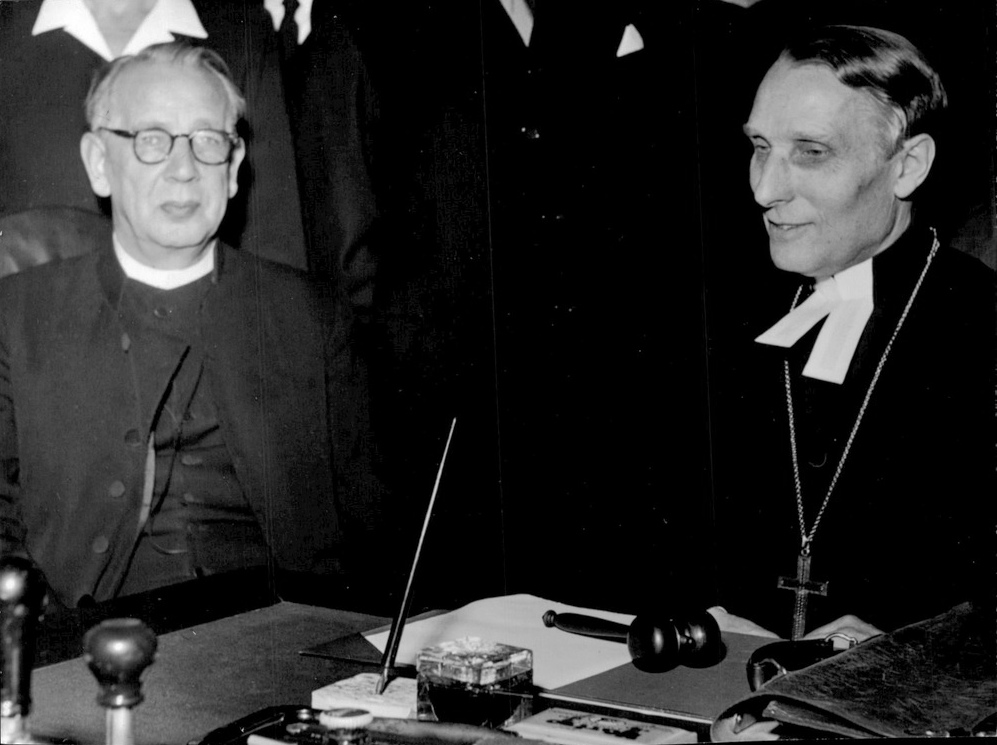
Manfred Björkquist (re.) zusammen mit Hauptpastor Olle Nystedt bei einer Visitation in der Stockholmer Jakobskirche, 1947

Manfred Björkquist (* 22. Juni 1884 in Norrgissjö, Gideå, Gemeinde Örnsköldsvik; † 23. November 1985 in Sigtuna) war ein schwedischer lutherischer Bischof und Führer der schwedischen Erweckungs- und Erneuerungsbewegung.
Manfred Björkquist, der Sohn eines Pfarrers, studierte nach dem Abitur am Gymnasium in Härnösand ab 1902 Philosophie, Pädagogik und Sprachen an der Universität Uppsala und erwarb 1909 das Lizenziat mit einer Untersuchung über Rudolf Eucken. Schon als Student war er engagiert in der schwedischen Jungkirchenbewegung und trat ab 1909 als einer ihrer Führer hervor, als Redakteur der Zeitschrift Vår lösen (bis 1969) und als Vortragsreisender in ganz Schweden. Schon 1908 hatte er in der Veröffentlichung Kyrklig folkhögskola das Programm einer kirchlich gebundenen Volkshochschule umrissen. Er wurde jedoch 1910 zunächst Leiter der traditionell ausgerichteten Norra Ångermanlands folkhögskola. 1915 gründete er die Sigtunastiftung, die sein Programm einer christlichen Erwachsenenbildung umsetzen sollte und sich zum Bildungszentrum für die Schwedische Kirche entwickelte. Von der Gründung bis zum Jahr 1942 war er deren Leiter. Daneben war er Mitglied der Synode (kyrkomötet) der Schwedischen Kirche und Mitglied in zahlreichen Vereinen und Gremien, unter anderem Leiter des diakonistyrelsen der Schwedischen Kirche.
Obwohl Björkquist nicht Theologie studiert hatte und nicht ordiniert war, hatte er schon 1939 auf der Vorschlagsliste für das Bischofsamt in Västerås gestanden. Im August 1942 wurde er von der Regierung zum Bischof des neu gegründeten Bistums Stockholm ernannt und am 29. November 1942 in sein Amt eingeführt. 1943 wurde er auch zum außerordentlichen Hofprediger ernannt. 1954 legte er das Bischofsamt aus Altersgründen nieder.
Björkquist war seit 1915 mit Ruth Kjellén verheiratet, einer Lehrerin und Tochter des Staatswissenschaftlers und konservativen Politikers Rudolf Kjellén.

## Auszeichnungen
- 1912: Ehrenmitglied der Kungliga Örlogsmannasällskapet
- 1913: Ritter des Nordstern-Ordens
- 1923: Theologische Ehrendoktorwürde der Universität Lund
- 1932: Theologische Ehrendoktorwürde der Universität Berlin